# Anarquismo en Venezuela

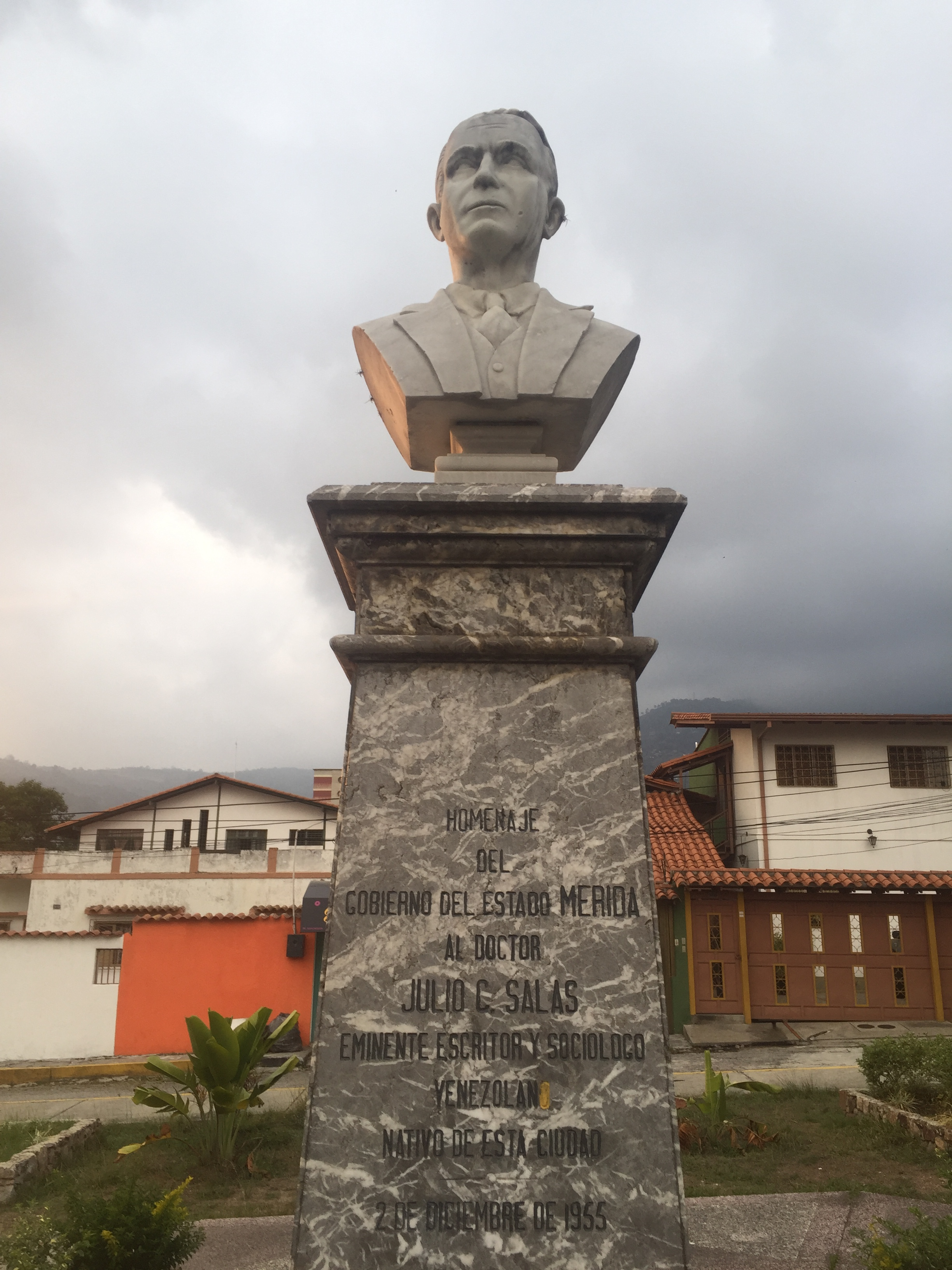
Busto de Julio César Salas, defensor venezolano de las ideas tolstoianas.

El anarquismo en Venezuela ha jugado históricamente un rol secundario en la política del país, siendo consistentemente más pequeño y menos influyente que movimientos equivalentes del resto de América del Sur. Sin embargo, ha tenido cierto impacto en la evolución cultural y política del país.
Por otra parte, de acuerdo con una serie de encuestas realizadas por Latinobarómetro entre 1998 y 2010, la población de Venezuela ha mantenido la visión más favorable a una política estatista en comparación con la de otros países latinoamericanos. Aunque el porcentaje incluso aumentó a lo largo del Gobierno de Hugo Chávez, un estudio de 2017 del Instituto Delphos muestra una disminución de estos valores pero sin alcanzar todavía los valores de 1998 de Latinobarómetro.

## Historia

### Antecedentes en el sigloXIX
Aunque no fue anarquista, Francisco Coto Paúl proclama en el seno de la Sociedad Patriótica las siguientes palabras en el temprano 1810 contra quienes ven las ideas federalistas como anárquicas:

¡La anarquía! Esa es la libertad cuando para huir de la tiranía desata el cinto y desnuda la cabellera ondosa. ¡La anarquía! Cuando los dioses de los débiles, la desconfianza y el pavor la maldicen, yo caigo de rodillas a su presencia. ¡Señores! ¡Que la anarquía, con la antorcha de las furias en la mano, nos guíe al Congreso para que su humo embriague a los facciosos del orden, y le sigan por calles y plazas, gritando libertad!
Francisco Paúl

Para Rodolfo Montes de Oca, Coto Paúl pudo haber sido influido por el pensamiento del precursor del anarquismo William Godwin.
Para Ángel Cappelletti y Carlos Manuel Rama, Simón Rodríguez se inspiraría en ideas de socialistas utópicos, sobre todo en sus planteamientos pedagógicos. Algunos anarquistas dan una interpretación libertaria a la idea de 1847 de Simón Rodríguez de la toparquía. En palabras de Rodríguez: «Ojalá cada parroquia se erigiera en toparquía, entonces habría confederación de toparquías. El Gobierno más perfecto de cuanto pueda imaginar la mejor política, es el modo de dar por el pie al despotismo». Para J. A. Calzadilla Arreaza la toparquía de Simón Rodríguez «roba la palabra al léxico del feudalismo para convertirla en nuevo concepto republicano y democrático, no ya señorío del lugar, sino lugar con poder, poder del lugar, esto es, de sus habitantes y sus voluntades».
Entre finales del siglo XIX y el primer tercio del siglo XX, fueron los períodos más activos en la historia anarquista de la región latinoamericana, sin embargo, existieron pocos anarquistas venezolanos. No obstante, hubo un número un poco significativo de intelectuales y líderes locales quienes fueron al menos influidos por los teóricos de la ideología. Aunque el conservador venezolano Fermín Toro fue uno de los principales promotores de la filosofía del laissez faire en Venezuela, más tarde rechazaría estas posturas acercándose a las ideas socialistas de la época, entre ellas, algunas de Proudhon. No obstante, defendería posiciones no libertarias como un orden político centro-federal. El escritor Rafael María Baralt citó en diversas oportunidades a Proudhon e incluso lo conoció personalmente y dialogó con él.
El 18 de septiembre de 1852 se publicó en el Correo de Caracas la obra Análisis del socialismo y exposición clara, metódica e imparcial d
e los principales socialistas antiguos y modernos y con especialidad los de Saint-Simón, Fourier, Owen, F. Leroux y Proudhon de autor anónimo, la cual pretendía ser una síntesis de las doctrinas socialistas de la época.
Se describe que el pintor impresionista y anarquista galo, Camille Pissarro, mientras estuvo en Venezuela desarrolló un compromiso político al observar las injusticias sociales en este país que influyeron a su llegada al anarquismo.
Tras la caída de la Comuna de París en 1871, varios exiliados, entre los que se encontraban libertarios proudhonianos, fundaron la sección venezolana de la Internacional, la cual existió por lo menos hasta 1893 ya que ese año se envió un comunicado al Congreso de Zúrich firmado por Bruno Rossner, H Wilhof y A Pisen. Sin embargo, la organización no logró permear en el seno del movimiento obrero venezolano, limitándose a obreros extranjeros. Al igual que otras secciones latinoamericanas de la Internacional, tuvo buena influencia proudhoniana así como también bakuninista.

### Primera mitad del sigloXX
Uno razón detrás de la debilidad del temprano movimiento anarquista fue el régimen de Juan Vicente Gómez, quien gobernó Venezuela tanto como presidente elegido y como fuerte hombre militar no elegido entre 1908 y 1935. Gómez extensamente persiguió rivales, disidentes políticos, y sindicalistas. Entre las víctimas más tardías estaban miembros de un naciente movimiento anarcosindicalista, perteneciendo a una ideología traída por inmigrantes radicales de Europa. Mientras eran pocos en números, los esfuerzos de estas personas en formar sociedades mutuas, organizando huelgas de industria petrolera, extendiendo propaganda, etc. les obtuvo una notoriedad segura, pero también la atención completa de la persecución de Gómez.
En 1909 Manuel Vicente Martínez publicó El socialismo y las clases jornaleras, obra «de clara orientación mutualista proudhoniana», según Rodolfo Montes de Oca. Además de Proudhon, se hace referencia en ella también a Jean Grave, Charles Malato, Piotr Kropotkin y Alfred Naquet.
Algunos comunistas marxistas tempranos tuvieron influencias anarquistas como Pío Tamayo (1898-1935), un poeta revolucionario y cofundador del Partido Comunista de Venezuela, enseñó a sus amigos prisioneros políticos el «socialismo de Bakunin y Marx». Tamayo, quien murió en prisión, estuvo encarcelado por Gómez. Otro prisionero político durante este periodo era el anarquista individualista colombiano Biófilo Panclasta (1879–1943), quien anteriormente participó en el Revolución Liberal Restauradora de Cipriano Castro, ayudando en el derrocamiento del presidente Ignacio Andrade, con anterioridad a su encuentro del pensamiento anarquista. Arrestado en 1914 después de regresar a Venezuela, Panclasta pasó siete años en prisión, más debido a su amistad con Castro (depuesto en un golpe de Estado por Gómez) que por su ideología.
El filósofo naturista venezolano Carlos Brandt, aunque al principio simpatizante del expresidente Cipriano Castro, llevaría su pensamiento a un «pacifismo de corte vegetariano». Exploraría distintas corrientes como «la anti-vivisección, el panteísmo, el naturismo, el anarquismo y sobre todo el pacifismo como ética y modelo social idóneo para la humanidad». Brandt establecería amistad con el también anarcopacifista León Tolstói. Igualmente sería amigo de George Bernard Shaw, Albert Einstein, Ernst Haeckel, Max Nordau, Gabriela Mistral, Alfred Russel Wallace y otros pensadores de su época. La dictadura de Juan Vicente Gómez lo llevaría a prisión y posteriormente al exilio. Huyendo de la dictadura gomecista publica su libro El vegetarianismo donde «por primera vez desde el anarquismo 
no solamente se apuesta por la dieta vegetariana única o principalmente por su salubridad, sino por un compromiso de respeto a los animales partiendo de que el ser humano también es un animal». Brandt colaboraría con la revista libertaria Generación Consciente en España.
Otro promotor de las ideas tolstoianas fue el merideño Julio César Salas quien en 1904 funda el periódico Paz y Trabajo, más adelante continuaría en la revista De Re Indica. Salas entablaría amistad con anarquistas como José Ingenieros. No obstante, nunca se declaró abiertamente como «anarquista».
El villacurano Rafael Bolívar Coronado, letrista de la famosa canción Alma llanera, colaboró con su pluma con el movimiento libertario de Cataluña. Alma llanera, conocida hoy en día como el segundo himno nacional de Venezuela, tuvo un gran impacto que hizo que el propio dictador Juan Vicente Gómez le otorgara una beca a Bolívar Coronado para estudiar en España. Al momento de zarpar el buque corrió a la cubierta y gritó: «¡Muera Gómez, el tirano!» y declaró: «Soy anarquista, bolchevique y... racista». Más tarde diría sobre el Alma llanera: «De todos mis adefesios es la letra de Alma llanera del que más me arrepiento».
El 3 de julio de 1918 ocurrió lo que Julio Godio denominó «la primera huelga industrial de Venezuela» la cual involucró a los talleres de Aroa así como al personal de tránsito del ferrocarril de la The Bolívar Railway Company Limited donde participó como dirigente de la misma el anarquista italiano Vincenzo Cusatti. Aunque fue derrotada esta huelga, dejó su marca en el movimiento sindical venezolano.
De acuerdo con Rodolfo Quintero, predominaban hacia 1931 tendencias anarquistas en el sindicato petrolero clandestino Sociedad de Auxilio Mutuo de Obreros Petroleros (SAMOP) en el cual existían algunos trabajadores estadounidenses afiliados a la Industrial Workers of the World. No obstante, esta no fue una organización anarquista, sobre todo tomando en cuenta que su principal animador, Rodolfo Quintero, era marxista.
Después del fin del régimen de Gómez, y con el crecimiento de nuevos movimientos políticos en Venezuela, muchos radicales con inclinación libertaria fueron absorbidos por o ayudaron a encontrar organizaciones no anarquistas, como en el caso de Pío Tamayo. Como Tamayo, algunos se unieron al Partido Comunista de Venezuela. Otros estaban entre los fundadores de Acción Democrática en 1941. Entre 1936 y 1945, la represión antianarquista tuvo una base constitucional, en la forma de la Ley Lara.
El artista, antimilitarista y anarquista venezolano Mattia Léoni (nacido en Puerto Cabello en 1897) se uniría desde muy joven junto con su hermano Léonidas al movimiento libertario de Toscana, Italia, lugar donde se formó como escultor en la Escuela de Bellas Artes de Carrara. Durante la Primera Guerra Mundial ambos hermanos logran exiliarse en Francia y se unen a La Ruche de París, una escuela libertaria. Mattia Léoni fallecería en 1985 en París, Francia.

### Segunda mitad del sigloXX
Después de la guerra civil española, muchos anarquistas exiliados llegaron a Venezuela, encontrando un clima político muy diferente de aquel de la España de entreguerras. Esta segunda ola de inmigrantes europeos anarquistas causó el recrecimiento de la pequeña escena libertaria, principalmente a través de la fundación de la Federación Obrera Regional Venezolana (FORVE) en 1958, después de diez años de dictadura militar. La FORVE estuvo afiliada con la Asociación Internacional de los Trabajadores, un movimiento anarcosindicalista global fundado en 1922. Se formaron algunos grupos menores adicionales y se publicaron diarios, panfletos y libros, pero pocos de estos dejaron el ambiente inmigrante español.
Entre los anarquistas españoles exiliados estaba Concha Liaño, fundadora de la organización Mujeres Libres. Vivió en Venezuela desde 1958 hasta su muerte en 2014. Liaño afirmaría que «[Hugo] Chávez es un enviado de Dios». Otro anarquista español fue Antonio Serrano (1919-2008), fundador del periódico anarquista venezolano El Libertario. También hizo vida en Venezuela el escritor anarquista español Víctor García, pseudónimo de Germinal Gracia. Años más tarde, cuando los veteranos envejecidos de la guerra civil española disminuyeron en importancia, pocos movimientos se asociarían con la etiqueta anarquista.
En 1968 es electo Rafael Caldera como presidente de Venezuela. Este inicia una política de «pacificación» para los grupos armados de izquierda de Venezuela. Esto generó una serie de cambios en la izquierda venezolana. Algunos decidieron hacer vida política dentro del esquema estatal venezolano. Alrededor de ese año, en parte por críticas sobre ciertas posiciones autoritarias del Partido Comunista de Venezuela, se escinden de este partido el Movimiento al Socialismo (1971), la Causa R (1971) y el Partido de la Revolución Venezolana (1966).
Aunque no exactamente es un anarquista, el exguerrillero Douglas Bravo —fundador del Partido de la Revolución Venezolana— plantea el «modelo de la convivencialidad», «donde las fuerzas armadas no es el centro del poder, ni tampoco el partido es el centro del poder, sino la organización social nueva va a estar regidas por las comunidades organizadas»; y explica que «lo que pasa es que para que exista el Estado, el Estado desconyunta la comunidad, le quita las facultades soberanas a la comunidad. Cuando la comunidad asume sus facultades propias, soberanas, democráticas, y más que democráticas, convivenciales, no hay necesidad de partido, no hay necesidad de Estado, no hay necesidad de policía».
Por su parte el también exguerrillero Alfredo Maneiro —fundador de la Causa R— criticó el estatismo aunque sin renunciar a los partidos, sin embargo decía que el partido para no burocratizarse debía moverse con las luchas sociales de base, además de que se debía concretar una democracia radical y rechazaba el partenalismo estatal como el representado por el salario mínimo que en su opinión deterioraba «la capacidad de regateo sindical y la lucha obrera».
Desde una visión de un socialismo de mercado, Teodoro Petkoff —fundador del Movimiento al Socialismo—, afirmó que los marxistas en Venezuela deben asumir posiciones que disminuyan el papel del Estado en la economía para favorecer el desarrollo de las fuerzas productivas con el objeto de romper con el capitalismo de Estado que las asfixia, y aseguró desde una proposición marxista que «las sociedades comienzan a cambiar cuando el desarrollo de sus fuerzas productivas chocan con las relaciones de producción. Ahí es cuando se producen los instantes de cambio social».
Ante el fracaso de la lucha armada en Venezuela, líderes importantes del Movimiento de Izquierda Revolucionaria como Domingo Alberto Rangel y Simón Sáez Mérida empiezan un proceso de radicalización. El primero se convirtió en promotor del abstencionismo mientras que editó la revista Al Margen. Más adelante simpatizarían con el anarquismo.
Alguna influencia libertaria se vio entre los estudiantes en la Renovación Universitaria de 1968-1970, parte de las protestas de 1968. En este se producen ocupaciones de facultades, asambleas, manifestaciones, grafitis, volantes, publicaciones en la prensa y enfrentamientos callejeros contra las fuerzas policiales. Durante ese tiempo se reivindica una transformación de las universidades cuestionando los pénsum de estudio vigentes, a los partidos políticos enquistados dentro de las universidades (incluidos los de izquierda), al sistema de evaluaciones tradicional y se defiende mayor democratización participativa de los centros de estudios contando para ello con una masiva participación de estudiantes, profesores y empleados. Este movimiento es frenado sobre todo con la Operación Canguro el 31 de octubre de 1969, donde Rafael Caldera allana e interviene con el ejército a la Universidad Central de Venezuela. A los 19 días también es allanada la Universidad de Los Andes en Mérida.
Por otra parte, algunos políticos de orientación libertaria —sobre todo de inspiración anarcosindicalista hispánica— como Francisco Olivo, Pedro Bernardo Pérez Salinas y Salom Mesa militaron en el partido Acción Democrática cuanto este tenía una inclinación más popular. Esto propició a que anarquistas españoles exiliados tras el triunfo del franquismo adhirieran a este partido. Por su parte, Salom Mesa, después de militar en los partidos Acción Democrática y en el Movimiento Electoral del Pueblo e incluso llegando a ser diputado en el Congreso de la República en varias oportunidades, optaría por subscribir al anarquismo y rechazar la «acción política».

Por los años ochenta surgieron varias iniciativas libertarias donde el Colectivo Autogestionario Libertario (CAL) fue el más visible. También emergieron dos periódicos emergieron: El Libertario (publicado por CAl, 1985-1987) y Correo A (publicado entre 1987-1995). Algunos jóvenes fueron atraídos a través del anarcopunk. El colectivo editorial anarquista cubano Guángara tuvo corresponsales en Venezuela por 1985.

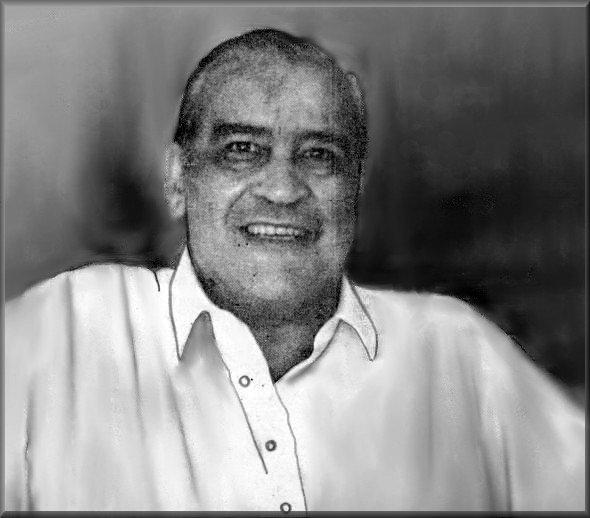
Ángel Cappelletti, anarquista argentino que trabajó por muchos años en Venezuela.

Debido a las dictaduras del Cono Sur, algunos militantes libertarios se exiliaron en Venezuela y difundieron la doctrina libertaria. Entre ellos el filósofo anarquista argentino y profesor universitario Ángel Cappelletti (1927–1995) quien trabajó en Venezuela por 26 años, hasta su retiro en 1994.

### Actualidad
En 1995 reapareció el periódico El Libertario, publicado por un grupo que se denominó hasta 2007 como Comisión de Relaciones Anarquistas (CRA), actualmente Colectivo Editor. El Libertario se opone al chavismo y la Revolución bolivariana del expresidente Hugo Chávez, el Movimiento Quinta República, y su sucesor el Partido Socialista Unido de Venezuela. El grupo se ve a sí mismo implicado en un «lucha tripolar» contra el gobierno chavista y el movimiento de oposición respaldado por Estados Unidos. El Libertario publica cinco ediciones anuales.
Otros grupos menores que existen o han existido, tales como el CESL en Caracas, el CEA en Mérida, y el Ateneo La Libertaria, primero activo en Biscucuy y luego en el área rural al suroeste de Lara. En enero de 2006 se organizó el Foro Social Alternativo en Caracas, y la Cruz Negra Anarquista ha estado algo activa en el país.Desde 2010 han surgido distintas iniciativas como el Colectivo Zona de Libertad, el Centro Social Sabino Romero, la Biblioteca Móvil Zona Temporalmente Autónoma, el Movimiento Universitario Pedagógico de Estudiantes Libertarios (MUPEL), el grupo Anarkismo Guacareño, el colectivo ARDA y la Biblioteca Móvil La Soledad.
En 2011, se formó la Federación Anarquista Revolucionaria de Venezuela (FARV). A diferencia del CRA y El Libertario, el grupo tomó posiciones prochavistas, declarando que apoyaba el «proceso bolivariano críticamente como militantes radicales de la revolución social». Sus ideas y principios estuvieron «basados en el tendencia especifista dentro de comunismo libertario». En sus últimos años, el marxista de larga trayectoria Domingo Alberto Rangel colaboraría con el periódico anarquista El Libertario, y en una entrevista en 2011 afirmó que «el nuevo paradigma es el anarquismo».
Un importante activista y anarquista venezolano es Rafael Uzcátegui, coeditor de El Libertario, sociólogo y organizador importante de la organización independiente a favor de los derechos humanos PROVEA. Influenciado por la Internacional Situacionista y el posanarquismo, en 2010 público su libro Venezuela. La revolución como espectáculo donde desde una perspectiva anarquista criticaba al gobierno chavista. En su libro, Uzcátegui desmentía tanto la relación del chavismo como un movimiento socialista o comunista, y del supuesto aumento de la calidad de vida bajo el gobierno de Hugo Chávez. Crítica la burocracia, el populismo, el caudillismo y la mala administración del chavismo. Cómo conclusión, Uzcátegui defiende una organización social de abajo hacia arriba influenciada por el autonomismo marxista de pensadores como Antonio Negri.[cita requerida]
El 10 de diciembre de 2012, un cargamento con 17 ejemplares de El Libertario fue confiscado por la aduana del gobierno cubano. Este paquete tenía como objetivo ser entregado al grupo anarcosindicalista cubano Taller Libertario Alfredo López (TLAL). El TLAL condenó este acto, y han dado posibles causas de la confiscación, cómo las críticas de El Libertario al gobierno cubano y a su aliado, el gobierno venezolano.
El diputado por el partido Primero Justicia Miguel Pizarro Rodríguez durante su adolescencia era un anarquista que «se movía entre lecturas de Bakunin y Kropotkin». Como estudiante de bachillerato sería fundador de Ni Casco Ni Uniforme, un movimiento antimilitarista opuesto a la imposición por parte del gobierno de turno de implementar Instrucción Premilitar en la educación media. Este hecho lo llevaría a ser expulsadode la institución donde estudiaba. En octubre de 2013, el sucesor de Chávez, el presidente Nicolás Maduro, acusó a trabajadores sndicalistas de la compañía de acero SIDOR de estar detrás de un desempleo regional, denunciándolos como «populistas anarcosindicalistas».
El 18 de enero de 2023 sería asesinado en los Estados Unidos el eco-anarquista y activista venezolano Manuel Esteban Páez Teran, apodado como Tortuguita, a tiros por la policía del estado de Georgia tras una redada en el campamento del movimiento Stop Cop City, que está en contra de la construcción del Centro de Capacitación en Seguridad Pública de Atlanta de parte de la policía local. Terán era un inmigrante y persona no binaria relacionada al colectivo vegetariano Food not Bombs y miembro de la Industrial Workers of the World.  Recibió un total de 57 disparos mientras estaba desarmado.